# Hugo Meier-Thur
Hugo Meier-Thur (eigentlich Arthur Hugo Meier; * 26. Oktober 1881 in Elberfeld; † 5. Dezember 1943 im KZ Fuhlsbüttel) war ein deutscher expressionistischer Graphiker und Maler. In der Zeit von 1910 bis 1943 lehrte er an der Kunstgewerbeschule Hamburg, die in der Zeit des Nationalsozialismus in Hansische Hochschule für Bildende Künste umbenannt wurde. Nach Denunziationen wegen seiner Äußerungen gegen das NS-Regime wurde er 1943 nach einer niedergeschlagenen Anklage beim Volksgerichtshof in „Schutzhaft“  genommen und nach schwerer Folter von der Gestapo ermordet.

## Leben
Meier-Thur war ein Sohn des aus Bamberg stammenden Schneidermeisters August Meier und seiner Ehefrau, der Schneiderin Anna Barbara, geborene Eder. Er wuchs zusammen mit zwei Brüdern und einer Schwester auf. Im Anschluss an die Volksschule machte er bis 1899 eine Lehre als Feinmechaniker und Elektriker. Nach Stationen in Wetzlar und Nürnberg ließ er sich in Hamburg nieder, wo er seit 1906 mit Lina Charlotte, geb. Wagner verheiratet war und zwei Söhne und eine Tochter hatte.

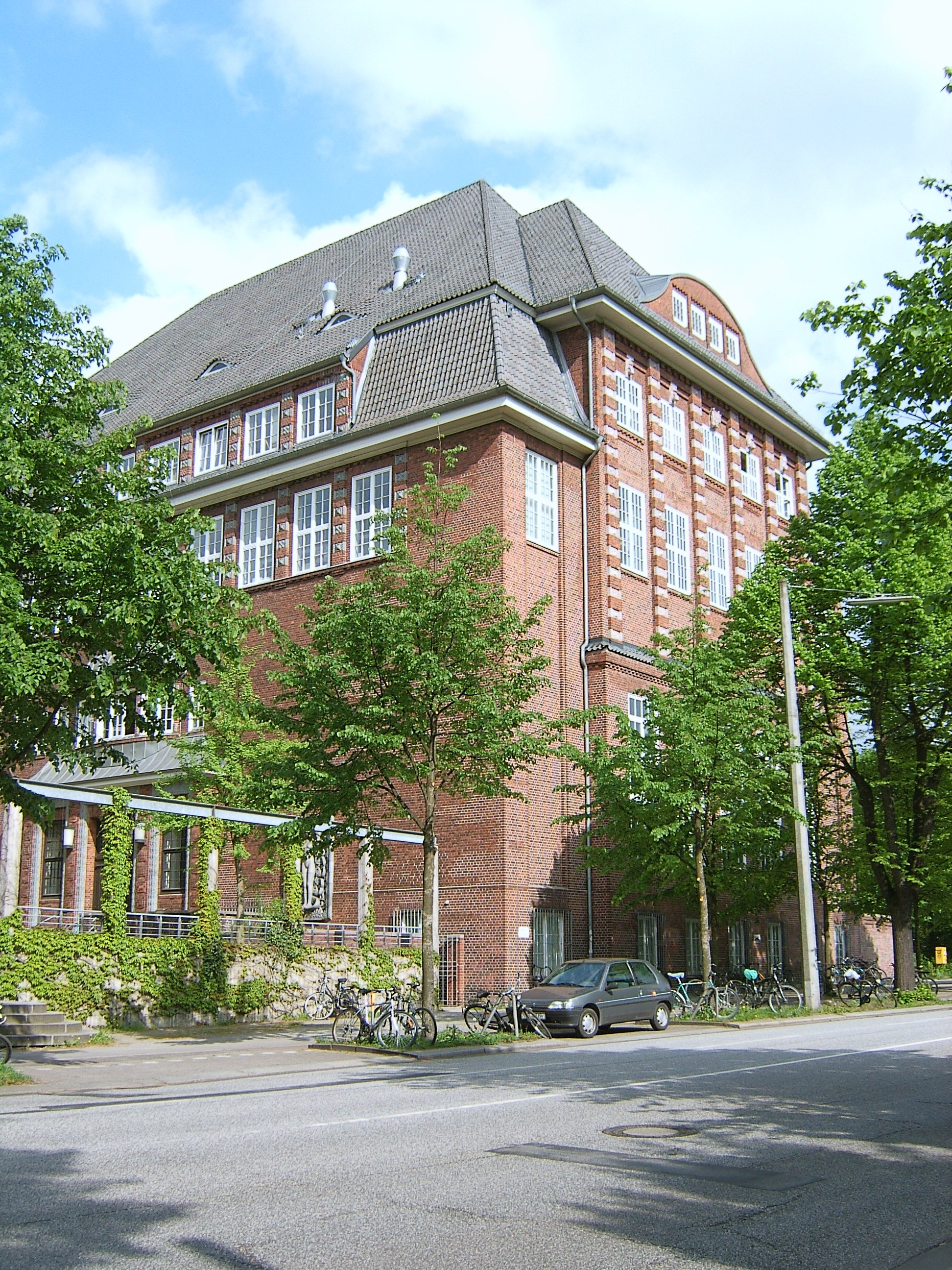
Hauptgebäude der Hochschule für bildende Künste

Von 1908 bis 1910 studierte er an der Kunstgewerbeschule am Lerchenfeld in Hamburg bei Carl Otto Czeschka. Nach Studienabschluss wurde er als Lehrkraft verpflichtet und unterrichtete Graphik und Typographie mit den Schwerpunkten Schriftzeichnen, Perspektive, Zeichnen, Naturstudien und später auch Aquarellieren.
Seit 1915 nahm er als Soldat am Ersten Weltkrieg teil und wurde im August 1918 im Rang eines Gefreiten von einem Artilleriegeschoss an beiden Füßen verwundet. Anschließend hatte er Mühe, erneut an der Kunstgewerbeschule angestellt zu werden, konnte sich aber letztendlich trotz der Vorbehalte seiner ehemaligen Lehrer durchsetzen.
Seit dem 3. Januar 1919 war er wieder an der Kunstgewerbeschule als Lehrkraft tätig, ab 1927 im Rang eines Professors. Er trat dem Bund der Deutschen Gebrauchsgraphiker bei.
Nach Angaben im Gedenkbuch Kolafu, beim Projekt Stolpersteine und in einer Presseerklärung der Hochschule für bildende Künste Hamburg aus dem Jahr 2009 trug Meier-Thur einen Doktortitel, wobei unklar bleibt, wann er promoviert wurde.
Trotz Anfeindungen und Beschwerden wegen seiner Lehrmethoden durch seine Kollegen Czeschka und Paul Helms (1884–1961) beim damaligen Direktor Richard Meyer und Anfeindungen seitens des Bundes deutscher Gebrauchsgraphiker, die er erst nach einer erfolgreichen Ausstellung Anfang der 1930er Jahre ausräumen konnte, verblieb er im Amt.

## Zeit des Nationalsozialismus
Nach der Machtübernahme der Nationalsozialisten wurden aufgrund des Gesetzes zur Wiederherstellung des Berufsbeamtentums missliebige Lehrer der Kunstgewerbeschule entlassen, darunter der jüdische Professor Friedrich Adler  und Karl Schneider. Paul Helms, ein Verfechter naturalistischer Malerei, wurde Rektor der Hochschule.
Über Meier-Thurs Aktivitäten in der Zeit des Nationalsozialismus und seinen Tod liegen widersprüchliche Angaben vor. Meier-Thur verblieb im Amt und hatte anfangs eher unter Schikanen seiner Kollegen zu leiden. Der Konflikt betraf nach Maike Bruhns vor allem seine Unterrichtsmethoden und künstlerische Aspekte, da Meier-Thur als Vertreter der Moderne der vom NS-Regime geförderten „völkischen Kunst“ ablehnend gegenüberstand. Die Zahl seiner Schüler war rückläufig, da Helms und Czeschka nur die weniger begabten Schüler in die Unterrichtsklassen von Meier-Thur schickten und die begabtesten Schüler für sich reklamierten.
Seit 1935 zeichnete sich ein Konflikt mit dem NS-Regime ab, als 15 Exemplare seiner 1922 entstandenen expressionistischen Illustrationen zu Welt-Wehe. Ein Schwarzweißspiel in Marmorätzungen zu einem Gedicht von August Stramm  als „entartet“ aus der Erfurter Sammlung des Angermuseums entfernt wurden. 1937 schließlich wurden weitere acht Exemplare von „Welt-Wehe“ aus der Hamburger Kunsthochschule beschlagnahmt und später vernichtet. Seine Graphikschränke wurden mehrfach in seiner Abwesenheit durchsucht, wobei Meier-Thur dahinter Aktivitäten der Gestapo vermutete.
Nach Angaben des Gedenkbuchs Kola-Fu erhielt er ein Ausstellungs- und Publikationsverbot, verblieb aber als Professor an der Hansischen Hochschule für Bildende Künste.
Meier-Thur, der bereits in der Weimarer Republik ein Gegner des Nationalsozialismus war, aber keiner Partei angehört hatte, wurde trotzdem 1938 Mitglied der NSDAP, um seine Position als Professor nicht zu gefährden.
Vor allem in der Zeit des Zweiten Weltkriegs fand er in Walter Funder einen Freund. Dieser lehnte wie Meier-Thur das NS-Regime ab und hatte bereits in den 1920er Jahren in seiner Zeitschrift Der Zeitungshändler klare Positionen gegen den Nationalsozialismus bezogen. Beide versuchten, sich von den vorwiegend nationalsozialistischen Lehrkräften abzugrenzen und schrieben gemeinsame Aufsätze. 1941 verfasste Funder anlässlich von Meier-Thurs 60. Geburtstag eine Festschrift, Hugo Meier-Thur zu seinem 60. Geburtstag am 26. Oktober 1941 / Herausgegeben von seinen Freunden, die er sowohl als Manuskript drucken ließ und auch im Selbstverlag publizierte. Neben NS-Gegnern gratulierten auch NS-Kulturfunktionäre wie Adolf Ziegler, der 1937 maßgeblich an der Entfernung sogenannter entarteter Kunst in den Hamburger Museen beteiligt gewesen war. Im Februar 1943 dankte Meier-Thur seinem Freund mit einer Schrift zu Funders 50. Geburtstag, die er im Selbstverlag publizierte.
Nachdem Meier-Thurs Sohn Hans Hugo am 25. Juni 1941 in Litauen gefallen und seine Frau Lina im Dezember 1942 von einer Straßenbahn erfasst worden war und tödlich verunglückte, wurde er zur Gestapo zitiert, wo man ihm bedeutete, dass er mit seiner sofortigen Verhaftung rechnen müsse, falls er sich weiterhin gegen die nationalsozialistische Kunstauffassung äußere. Den Tod seiner Frau solle er als „fühlbaren Ordnungsruf verstehen“. Aus diesen Drohungen schloss er, dass ihr Tod kein Unfall war.
Bei der Bombardierung der Kunsthochschule Ende Juli 1943 (Operation Gomorrha) wurde er verschüttet, überlebte aber mit leichten Verletzungen und einem bleibenden Gehörschaden. In derselben Woche wurde seine Wohnung in der Wagnerstraße ausgebombt. Fast seine gesamten Werke und die Kunstsammlung, die er im Keller untergebracht hatte, verbrannten. Daraufhin zog er, gemeinsam mit seiner Assistentin und Verlobten Malve Wilckens und seinem ebenfalls ausgebombten Freund Funder, in die Wohnung von Funders Lebensgefährtin, der Archivarin Gerda Rosenbrook-Wempe (1896–1992, Tochter von Gerhard D. Wempe) in Klein Borstel.

## Gestapo-Haft und Tod

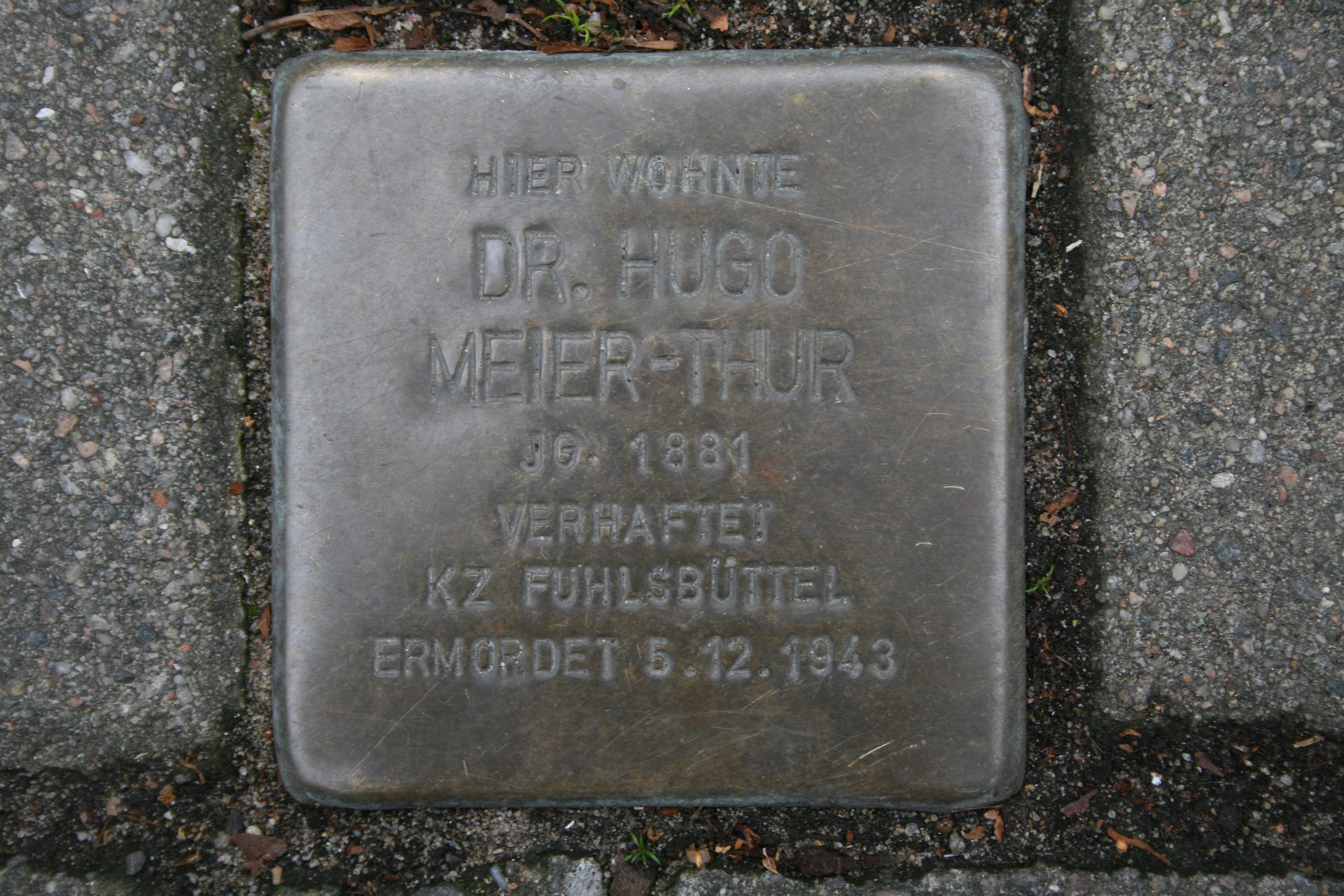
Stolperstein vor Meier-Thurs letzter Wohnung in der Wagnerstraße

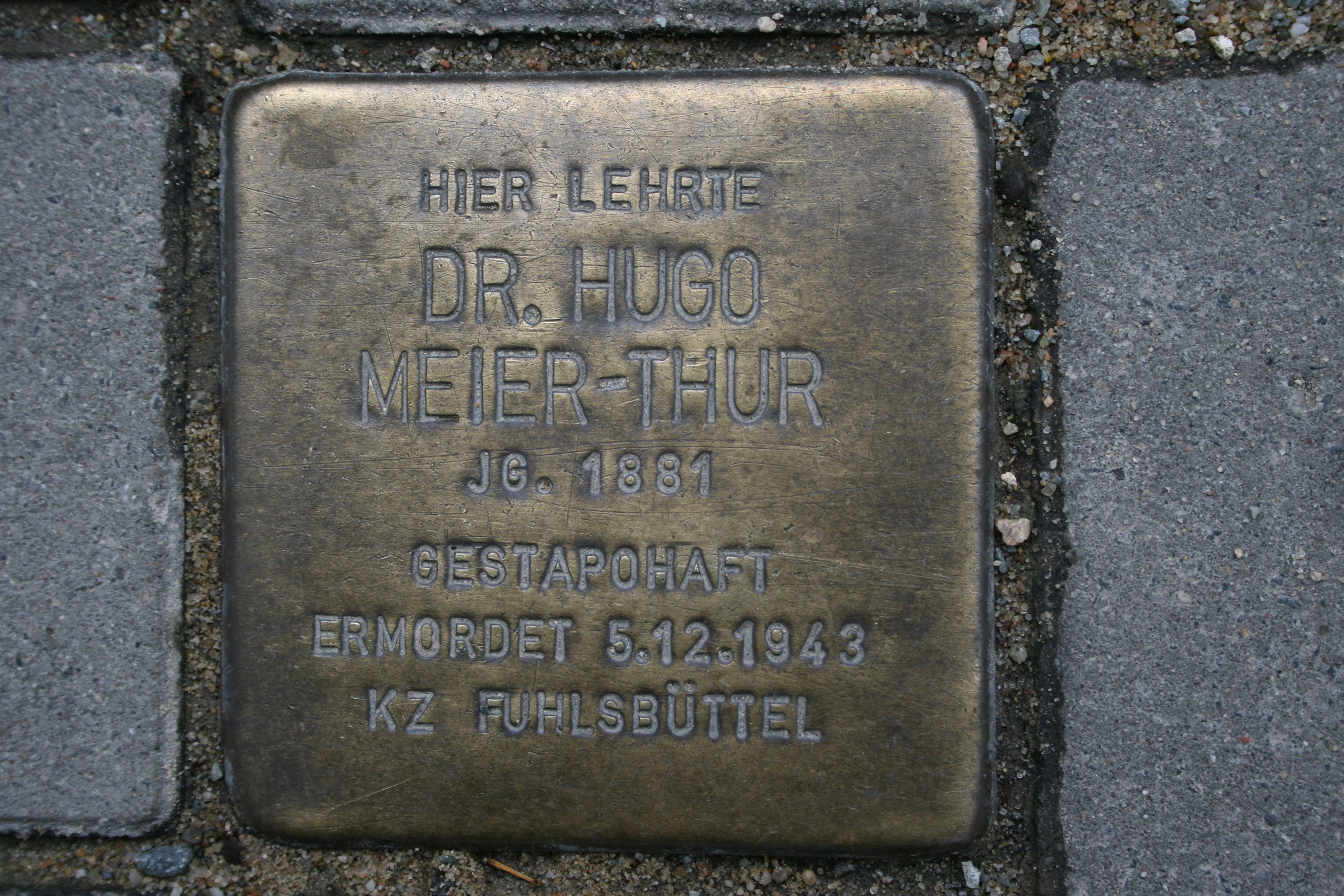
Stolperstein zur Erinnerung an Meier-Thur vor der Hochschule für bildende Künste Hamburg

Am 1. August 1943 äußerten sich Funder und Meier-Thur beim Besuch eines gemeinsamen Bekannten und Nachbarn, Alexander Freiherr von Seld, negativ über das NS-Regime. Dies hörte von Selds Sohn, der gerade Fronturlaub hatte. Als sie das Haus verließen, folgte er ihnen mit einem Gewehr. Malve Wilckens war Augenzeugin, als die Männer auf der Straße verhaftet und in einem Tempo-Wagen in das Gestapo-Quartier in der Johnsallee abtransportiert wurden, zunächst unter dem Verdacht, mit dem Fallschirm abgesprungene „englische Agenten“ zu sein.
Anfang September wurden Meier-Thur und Funder dem Volksgerichtshof überstellt, wo sie ihre Partnerinnen, die ihnen nach Berlin gefolgt waren, wiedersehen konnten. Beide Häftlinge waren misshandelt worden und wirkten ausgehungert. Meier-Thur fertigte während der Haft in Berlin-Moabit viele Zeichnungen an. Da er sich wegen seiner kunstphilosophischen Unterrichtsmethoden verantworten sollte, schrieb er eine Rechtfertigung „Vom Denken“, in der er sich mit philosophischen Argumenten von der NS-Ideologie distanzierte. Während Funder eine Anklage erhielt, wurde Meier-Thur im Oktober 1943, ohne dass es zur Anklage kam, als „Schutzhäftling“ in das KZ Fuhlsbüttel verbracht wegen angeblichen Verstoßes gegen das „Heimtückegesetz“. Trotz eines Gutachtens des Hochschulrektors Paul Helms vom 9. November und mehreren Bürgschaften von Schülern der Kunsthochschule, die sich für ihn einsetzten, war er weiterhin der Gestapo ausgeliefert und wurde am 5. Dezember 1943 bei einem Verhör nach schwerer Folter ermordet.
Nachdem der Leichnam den Angehörigen zur Bestattung übergeben worden war, konnten seine Künstlerkollegin Emma Gertrud Eckermann und Martin Irwahn, der die Totenmaske abnehmen wollte, Spuren schwerer Misshandlung und einen blau angelaufenen Kopf erkennen, was darauf hinwies, dass Meier-Thur nach der Folter erstickt worden war. Wenige Tage später erhielt Malve Wilckens die Erlaubnis, seinen Nachlass mit Briefen, Dokumenten und Zeichnungen aus seiner Haftzeit in Moabit bei der Gestapo abzuholen.
Ob Meier-Thurs Gegner an der Kunsthochschule Mitschuld an seiner Verhaftung und dem Tod hatten, ist nicht mehr nachzuvollziehen. Eine unbestreitbare Tatsache ist jedoch, dass fast alle in der Kunsthochschule verbliebenen Dokumente Meier-Thurs während seiner Haft in Moabit von den Lehrkräften verbrannt worden waren.

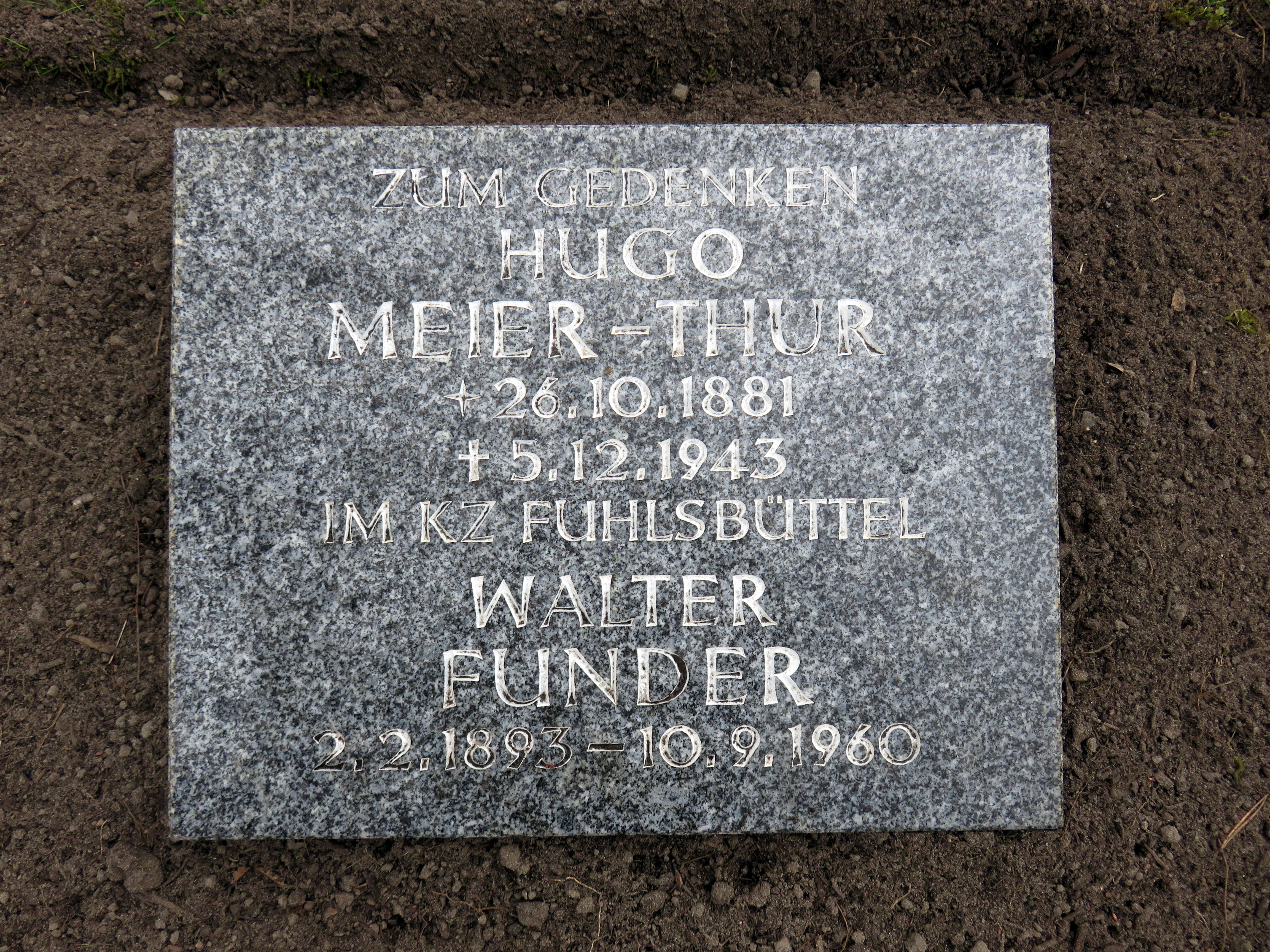
Seit 2019: Gedenkstein Hugo Meier-Thur / Walter Funder, Sophie-Scholl-Ehrenfeld, Friedhof Ohlsdorf

Walter Funder, der zusammen mit Meier-Thur verhaftet worden war, wurde im März 1945 aus der Haft entlassen, war jedoch infolge der erlittenen Folterungen schwer gehbehindert und gesundheitlich ruiniert. Zusammen mit Malve Heisig setzte er sich nach dem Ende des Zweiten Weltkrieges für Meier-Thurs Rehabilitierung ein. In einem Nachruf schrieb er: 

„In der Entfaltung seines Kunstgefühls war Hugo Meier-Thur von einer imponierenden Furchtlosigkeit vor den zeitlichen Konsequenzen des Völkischimus und des Rassen-Professorismus der Naziperiode beseelt.“

Meier-Thurs Grab befindet sich auf dem Friedhof Ohlsdorf. Die Grablage AB 37(385) liegt in der Nähe der Einfahrt Kornweg zwischen Kapelle 6 und Kapelle 9. Man erkennt das Grab an dem kleinen Kissenstein mit den Namen "Familie Meier und Schütz". 

Zum Gedenken an Meier-Thur wurden sowohl vor seiner Wohnung in der Wagnerstr. 72 (heute Wagnerstraße 60) als auch vor der Hochschule für Bildende Künste am Lerchenfeld 2 Stolpersteine verlegt. Seit 2019 liegt nahe der Bramfelder Einfahrt im Bereich BO 73 des Ehrenfeldes der Geschwister-Scholl-Stiftung unabhängig vom Grab ein neuer Gedenkstein für Hugo Meier-Thur und seinen Freund Walter Funder (siehe Foto).

## Werk

### Beschreibung
Meier-Thurs künstlerischer Schwerpunkt waren Graphiken, die nach der Analyse von Maike Bruhns seit 1919 „expressiv, monumental“ und „urban“ gestaltet waren. Die beiden „Zierbücher der Werkstatt Lerchenfeld“ aus den 1920er Jahren zeigten ihn in stilistischer Nähe zu Karl Schmidt-Rottluff als „expressiven Holzschneider […], der Schrift und Figuration vereint“.
Seine Illustrationen zu August Stramms Gedicht „Welt-Wehe“, die in den Hamburger Handdrucken in 300 nummerierten Exemplaren erschienen und auch in der Zeitschrift Der Sturm publiziert wurden, waren „kunstvoll differenzierte, anspruchsvolle Marmorätzungen“, die später im Nationalsozialismus als „entartet“ gebrandmarkt wurden. Noch 1930 schrieb Wilhelm Niemeyer in: Imprimatur I über die Hamburger Handdrucke und dieses Werk:

„Dieser graphischen Symbolik war Stramms expressionistische Dichtung, eine Rhapsodie geballt hinjagender und Geschehnisse sprühender Zeitwörter […] so merkwürdig verwandt, daß die Vereinigung beider phantastischen Schöpfungen, das Gedicht vom Künstler kalligraphisch geätzt, ein echtes Werk expressionistischen Geistes ergeben hat.“

In einer Lübecker Einzelausstellung im St.-Annen-Kloster 1930 zeigten Meier-Thurs Werke nach Meinung von Maike Bruhns „eine phantastisch albdruckhafte Atmosphäre“ mit stilistischen Ähnlichkeiten zu Alfred Kubin.
Etwa ab 1930 wurden seine Graphiken statischer, und er begann daneben, Aquarelle zu malen. In Ermangelung eines eigenen Ateliers arbeitete er an der Wagnerstraße im Wohnzimmer der Familie. In der NS-Zeit malte er vor allem Porträts und Landschaften, die eine gedrückte Stimmung zum Ausdruck brachten, wie „Blaue Leidensbäume“. Ein erhaltenes Porträt von Silvia Wilckens, der Schwester seiner späteren Verlobten Malve Wilckens, aus dem Jahr 1941 zeigt eine „naturalistisch-neusachliche, detailfreudige Malweise bei durchgestalteter Bildfläche“. Daneben zeichnete er politische Karikaturen, wie 1943 in der Haft in Moabit, wo er das Wachpersonal mit Tierköpfen darstellte.

### Einzelausstellungen
Neben Gruppenausstellungen sind folgende Einzelausstellungen belegt:
- 1930 St.-Annen-Kloster Lübeck
- 1931 Museum für Kunst und Gewerbe Hamburg, Graphik und Aquarelle
- 1933 Remscheid, Heimatmuseum
- 1941 Klosterburg, Ausstellung anlässlich seines 60. Geburtstags

## Erhaltene graphische Werke
Außer verschiedenen Graphiken für Der Sturm, Kündung, Buchbund, Das Plakat und weitere Zeitschriften, sowie einigen Aquarellen und Zeichnungen, sind Exemplare folgender, von Meier-Thur gestalteten Bände erhalten:
- Welt-Wehe. Ein Schwarzweisspiel in Marmorätzungen zu einem Gedicht von August Stramm. Verlag „Der Sturm“, Berlin 1922
- Nal und Damajanti: eine indische Geschichte von Friedrich Rückert. Zierbuch der Werkstatt Lerchenfeld für den Buchbund Hamburg, Hamburg 1926[19]
- Godescalci versus in laudem Trinitatis. Zierbuch der Werkstatt Lerchenfeld für den Buchbund Hamburg. Selbstverlag, Hamburg 1926
- Spuk und Spiel: Ein Bilderbuch aus seltsamen Vorgängen, wunderlichen Gestalten, befremdlichen Orten und gespenstischen Dingen. Werkstatt Lerchenfeld, Hamburg 1928

## Publikationen
- Zum 50. Geburtstage von Walther Funder am 2. Febr. 1943. Selbstverlag Hamburg 22, Wagnerstr. 72, 1943
- Hugo Meier-Thur/Malve Heisig: Gegen den Ungeist des 20. Jahrhunderts: Texte aus den geretteten kunstphilosophischen Handschriften. Selbstverlag 1994, 134 Seiten (postum)